# Loggia dei Mercanti (Macerata)
La Loggia dei mercanti di Macerata è un edificio storico situato nella Piazza della libertà della città marchigiana.

## Storia
Voluta da Cardinale Legato Alessandro Farnese (futuro papa Paolo III) e costruita tra il 1503 e il 1505 su progetto dell'architetto Cassiano da Fabriano. Destinata ad ospitare la stadera Comunale per pesare il grano, fu anche luogo di contrattazione ed esposizione di merci. Restaurata e modificata nel 1905 in occasione dell'Esposizione Regionale, disposta su due piani, con arcate a tutto sesto su colonne.